# 链接农场

链接农场示意图。每个圆圈代表一个网站，每个箭头代表两个网站之间的一对超链接。

在万维网領域，链接农场是指一组互相链接的網站，即一組網站中的網站都會链接到该组中的其他网站，目的是提高網站在搜索结果页的排名，是一種搜尋引擎最佳化（SEO）手段。虽然有些链接农场可以手動创建，但大多数链接农场都是通过自动化程序创建。